# Mariuxi Febres Cordero
Mariuxi Febres-Cordero Cordovez es una nadadora olímpica ecuatoriana. Fue campeona sudamericana de natación por cinco ocasiones, y obtuvo varias medallas de oro y plata a lo largo de su carrera. Fue la organizadora del torneo de natación infantil en Guayaquil en el año 2006.

## Biografía
Nació en Guayaquil, en 1962. Comenzó a practicar natación a los 6 años. Campeona Nacional de Natación. Surgió por primera vez como nadadora en 1968, en el tornero de novatos organizado por el Diario EL UNIVERSO. Ganó su primera medalla de oro en un torneo sudamericano el 16 de marzo de 1973 en Río de Janeiro, Brasil, a los 12 años de edad con un tiempo de 2 minutos, 17 segundos y 99 centésimas, proclamándose como la primera ecuatoriana en ganar un título sudamericano. En 1974, se llevó cuatro medallas de plata en el Campeonato Sudamericano de Natación de Medellín.  En 1976, alcanzó la cumbre en Maldonado, Uruguay, al hacerse con cinco medallas de oro (100, 200, 400 y 800 metros en la categoría de estilo libre y 400 metros combinado individual) y una de plata (200 metros combinado individual). Fue proclamada la mejor nadadora en el Sudamericano por haber ganado medallas de plata en los 100 metros libre y de bronce en 100 metros mariposa y 200 metros cuatro estilos.

## Otros logros
En agosto del 2009, con el auspicio del programa de difusión editorial del Municipio de Guayaquil, se publica el libro Mariuxi: La ondina dorada, escrito por periodista Ricardo Vasconcelos Rosado que, quien narra los logros deportivos de la guayaquileña considerada la mejor nadadora tricolor de todos los tiempos.
Debido a su trayectoria y logros en la historia del deporte ecuatoriano, el gobierno inauguró en la ciudad de Guayaquil el Centro de Salud Tipo A Mariuxi Febres Cordero, que brinda servicios de medicina familiar, medicina general en consulta externa, vacunación, obstetricia, laboratorio, emergencias, entre otros. 
En la actualidad, Febres Cordero cuenta con su propio centro de relajación (Io Spa), con dos sucursales sucursales (una en Samborondón y otra en la Av. Kennedy) en su ciudad natal.

## Familia
Hija del expresidente León Febres-Cordero Ribadeneyra, es la menor de cuatro hermanas. Estuvo casada con Miguel Orellana, empresario y político guayaquileño, quien falleció a causa de insuficiencia respiratoria, el 26 de abril de 2013.